# Arnold (Californië)
Arnold is een plaats in Calaveras County in Californië in de Verenigde Staten.

## Geografie
De totale oppervlakte bedraagt 38,6 km² (14,9 mijl²) waarvan 38,4 km² (14,8 mijl²) land is en 0,2 km² (0,1 mi²) of 0,47% water is.

## Demografie
Volgens de census van 2000 bedroeg de bevolkingsdichtheid 109,9/km² (284,5/mijl²) en bedroeg het totale bevolkingsaantal 4218 als volgt onderverdeeld naar etniciteit:
- 95,12% blanken
- 0,24% zwarten of Afrikaanse Amerikanen
- 0,95% inheemse Amerikanen
- 0,50% Aziaten
- 0,12% mensen afkomstig van eilanden in de Grote Oceaan
- 0,71% andere
- 2,37% twee of meer rassen
- 3,34% Spaans of Latino

Er waren 1864 gezinnen en 1325 families in Arnold. De gemiddelde gezinsgrootte bedroeg 2,26.

## Plaatsen in de nabije omgeving
De onderstaande figuur toont nabijgelegen plaatsen in een straal van 16 km rond Arnold.